# Buffalo Bill - L'eroe del Far West
Buffalo Bill - L'eroe del Far West è un film del 1964 diretto da Mario Costa con lo pseudonimo di J. W. Fordson.

## Trama
Buffalo Bill viene mandato ad ovest dal presidente Grant per sedare una rivolta indiana capitanata da Mano Gialla e supportata dai contrabbandieri di armi.